# Stockholms Vaddfabrik

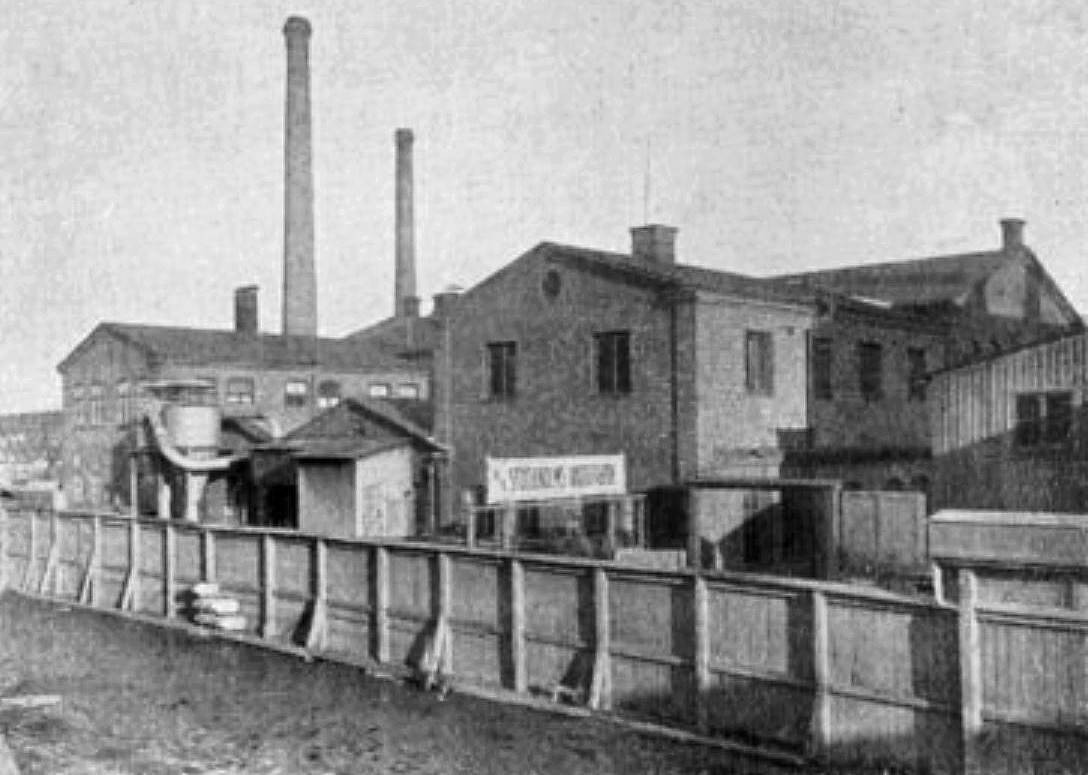
Stockholms Vaddfabrik, 1929.

Stockholms Vaddfabrik var en av industrierna belägna i kvarteret Stora Katrineberg på Liljeholmen i Stockholm. Fabriken existerade på Liljeholmen från 1901 till 1940-talets slut.

## Historik

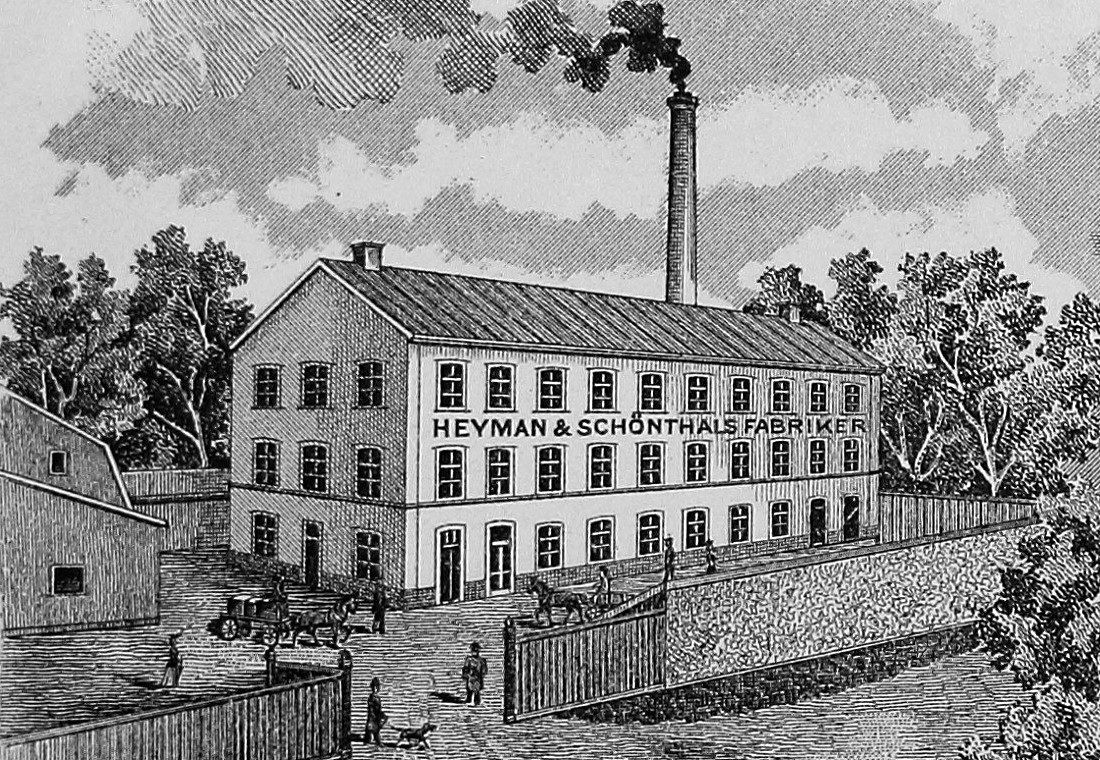
Heyman & Schönthal vaddfabrik på Liljeholmen, 1890-tal.

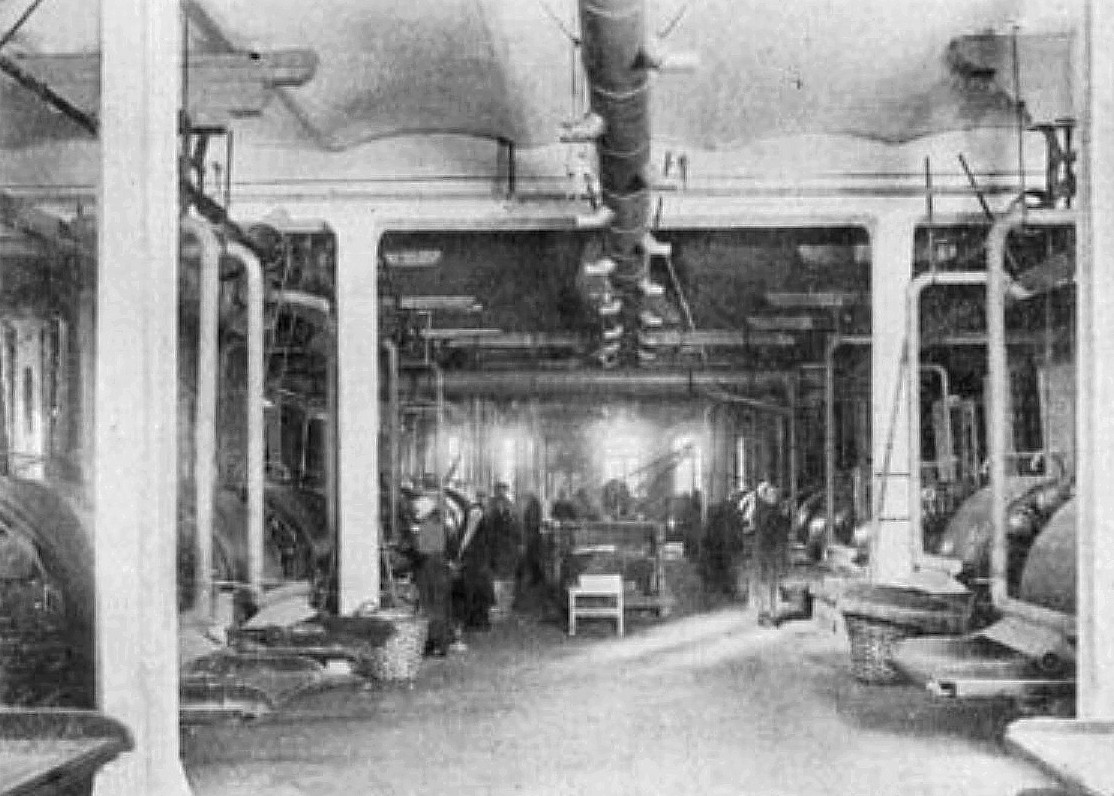
Stockholms vaddfabrik, kardsalen, 1929.

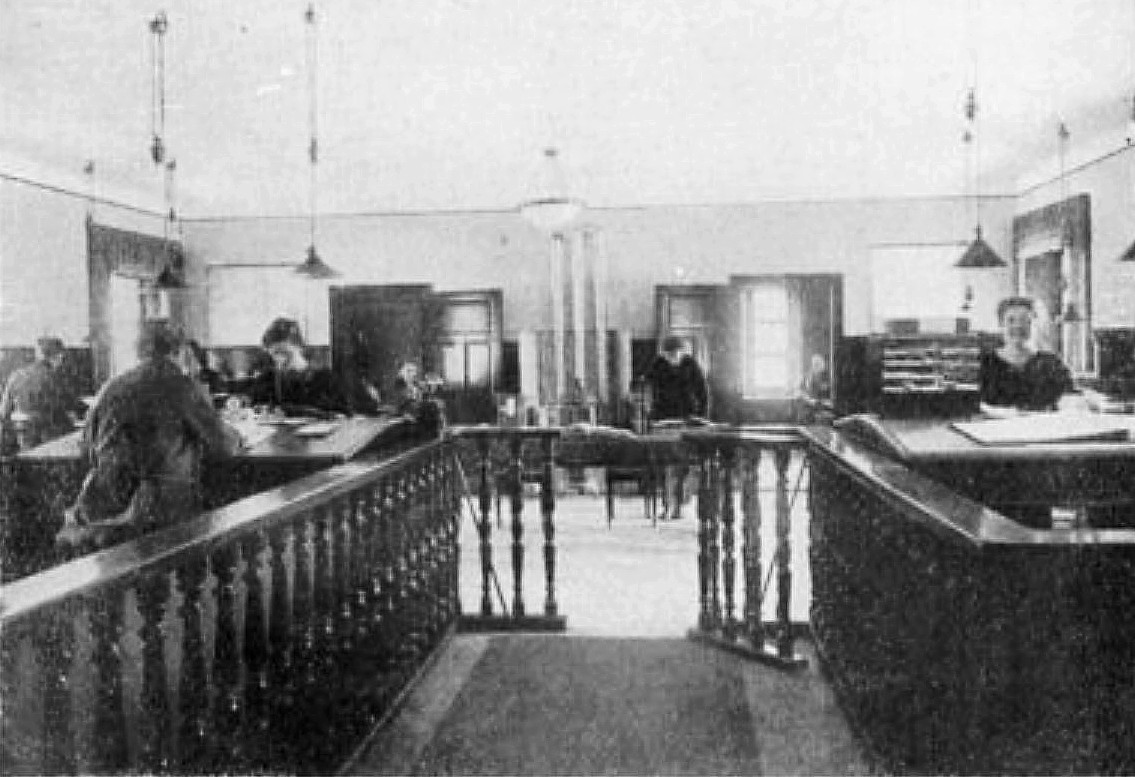
Stockholms vaddfabrik, kontor, 1929.

Stockholms Vaddfabrik grundades år 1873 vid Wollmar Yxkullsgatan på Södermalm. År 1901 ombildades företaget till aktiebolag. Därefter övertog man J. F. Björcks vaddfabrik i Stockholm och Heyman & Schönthals vaddfabrik som redan på 1890-talet hade en fabrik på Stora Katrineberg i Liljeholmen. 
Samtidigt med bildandet av det nya bolaget uppfördes en ny tidsenlig fabrik i tegel på Stora Katrinebergs ägors sydvästra del, ungefär vid nuvarande Mejerivägen. Fabriksbyggnaden hade två våningar. I bottenvåningen sorterades och rensades lump och i övervåningen låg maskinhallen. Driften var elektrifierad. Stockholms Stads Elektricitetsverk levererade strömmen, som omformas i en egen transformatorstation.
Tillverkningen omfattade vadd av bomull, ull och silke samt sängkläder, madrasser, vaddtäcken, duntäcken, tätningslister, trassel och liknande. Vadden spolades upp på stora rullar och i en närliggande sal stickades täcken. Att sticka täcken var ett omtyckt arbete som utfördes av kvinnor. De skyddade mun och hår med dukar mot den tjocka svarta dammen som uppstod vid hanteringen. 
Företaget blev kunglig hovleverantör och dess skyddsmärke var Systern visande en sjuksköterska. År 1911 började fabriken, efter amerikansk förebild, tillverkning av madrasser stoppade med bomullsvadd som salufördes under namnet Systermadrassen. I samtida reklam prisades madrassen: ”När allmänheten en gång kommer underfund med, huru verkligt förstklassigt och hygieniska Systermadrasserna äro, kommer inga andra madrasser att efterfrågas”.
Fabriken sysselsatte i slutet av 1920-talet omkring 60 medarbetare och var utlagd för tillverkning av upp till 1 500 kilo vadd, 200 täcken och 100 madrasser per dag. Carl Gustaf Behmer var företagets disponent från och med 1893 och dess verkställande direktör efter 1901.
Själva fabriksanläggningen fanns kvar till början av 1980-talet, dock med andra funktioner. Trots önskemål från Stadsmuseet i Stockholm om att bevara hela, eller delar av kvarteret Stora Katrineberg intakt så revs det mesta i början av 1980-talet till förmån för ett nytt kontorskomplex som ligger i nuvarande fastighet Stora Katrineberg 16 vilken sträcker sig genom hela kvarteret mellan Liljeholmsvägen och Liljeholmsstranden.